# UCI Àfrica Tour 2021
L'UCI Àfrica Tour 2021 és la dissetena edició de l'UCI Àfrica Tour, un dels cinc circuits continentals de ciclisme de la Unió Ciclista Internacional.

## Evolució del calendari

### Novembre
| Data  | Cursa                   | País    | Cat. | Vencedor       | Equip  | Ref.  |
| ----- | ----------------------- | ------- | ---- | -------------- | ------ | ----- |
| 18-22 | Gran Premi Chantal Biya | Camerun | 2.2  | Moisès Mugisha | Ruanda | [ 3 ] |

### Maig
| Data | Cursa            | País    | Cat. | Vencedor           | Equip                | Ref.  |
| ---- | ---------------- | ------- | ---- | ------------------ | -------------------- | ----- |
| 2-9  | Tour de Rwanda   | Ruanda  | 2.1  | Cristian Rodríguez | Total Direct Énergie | [ 4 ] |
| 29-6 | Tour del Camerun | Camerun | 2.2  | Clovis Kamzong     | SNH Vélo Club        | [ 5 ] |

### Octubre
| Data | Cursa                   | País    | Cat. | Vencedor    | Equip      | Ref.  |
| ---- | ----------------------- | ------- | ---- | ----------- | ---------- | ----- |
| 6-10 | Gran Premi Chantal Biya | Camerun | 2.2  | Lukáš Kubiš | Eslovàquia | [ 6 ] |

## Classificacions
- Nota: classificacions definitives a 26 d'octubre.[7][8]

| #  | Ciclista        | Equip                              | Punts  |
| -- | --------------- | ---------------------------------- | ------ |
| 1  | Biniam Girmay*  | Intermarché-Wanty-Gobert Matériaux | 746    |
| 2  | Ryan Gibbons    | UAE Team Emirates                  | 730.66 |
| 3  | Kent Main       | ProTouch                           | 329.66 |
| 4  | Merhawi Kudus   | Astana-Premier Tech                | 293    |
| 5  | Azzedine Lagab  | Bike Aid                           | 229    |
| 6  | Nassim Saidi    | —                                  | 228    |
| 7  | Metkel Eyob     | Terengganu Inc-TSG                 | 218    |
| 8  | Daryl Impey     | Israel Start-Up Nation             | 206    |
| 9  | Louis Meintjes  | Intermarché-Wanty-Gobert Matériaux | 185    |
| 10 | Youcef Reguigui | —                                  | 178    |

| # | Equip                                    | Pts.   |
| - | ---------------------------------------- | ------ |
| 1 | ProTouch                                 | 459.32 |
| 2 | SKOL Adrien Cycling Team                 | 156.65 |
| 3 | Sidi Ali-Kinetik Sports Pro Cycling Team | 108    |
| 4 | Benediction Ignite                       | 86     |

| #  | País         | Pts.    |
| -- | ------------ | ------- |
| 1  | Sud-àfrica   | 1983.32 |
| 2  | Eritrea      | 1774    |
| 3  | Algèria      | 826     |
| 4  | Ruanda       | 322.31  |
| 5  | Namíbia      | 315     |
| 6  | Burkina Faso | 258.34  |
| 7  | Maurici      | 221     |
| 8  | Etiòpia      | 195.99  |
| 9  | Eswatini     | 136     |
| 10 | Marroc       | 133     |

| #  | País         | Pts.  |
| -- | ------------ | ----- |
| 1  | Eritrea      | 1121  |
| 2  | Sud-àfrica   | 304   |
| 3  | Namíbia      | 188   |
| 4  | Burkina Faso | 182   |
| 5  | Algèria      | 165   |
| 6  | Ruanda       | 82.99 |
| 7  | Maurici      | 061   |
| 8  | Etiòpia      | 26.66 |
| 9  | Marroc       | 025   |
| 10 | Eswatini     | 023   |